# アン・ワング
アン・ワング（中: 王安、ピンイン：Wáng Ān、1920年2月7日 - 1990年3月24日）は、中国系アメリカ人のコンピュータ技術者で発明家。コンピュータ企業ワング・ラボラトリーズの創設者の1人。

## ワング・ラボラトリーズ設立まで
中国上海で生まれ、蘇州の崑山県で育つ。1940年、上海交通大学で電気工学の学士号を取得。1945年6月、アメリカ合衆国に移住し、ハーバード大学の大学院に入学し、1948年に応用物理学の博士号を取得。卒業後、ハワード・エイケンの下で Harvard Mark IV（エイケンが製作した最初の完全電子化計算機）の設計を行った。ワングは Way-Dong Woo と共にパルス転送制御デバイスを発明した。ただし、Woo は彼らの特許が発効する前に病気のために中国に帰国した。この新しいデバイスは「ライト-アフター-リード」を実装しており、磁気コアメモリの実現に必要な技術だった。

## ワング・ラボラトリーズ
1951年6月、ワングは後にワング・ラボラトリーズとなる個人企業を設立した。初年は苦しい状況で、ワングは会社の3分の1を繊維機械製造業者 Warner & Swasey Company に売却することで5万ドルの運転資金を捻出した。1955年に磁気コアメモリの特許が発効されると、ワングはそれをIBMに50万ドルで売却し、Ge-Yao Chu と共にワング・ラボラトリーズを設立した。同社は徐々に成長し、1964年には100万ドルの年間売り上げに達した。デジタルのディスプレイのある卓上電子計算機の製造を開始した。計算装置を内蔵し、遠隔の端末群から共同利用できるものだった。1970年には、年商2700万ドル、従業員1400名にまで成長した。1976年、同社はワードプロセッサの製造を開始した。電卓やワードプロセッサに加え、同社は1970年代初めごろからミニコンピュータも製造販売するようになった。
1986年にワングは世界5位の資産家として名声を博して大統領自由勲章も授与され、中華人民共和国にも投資を始めて故郷の上海や厦門に合弁会社を設立して母校の上海交通大学にコンピュータ機器を寄贈するなどその貢献から人民大会堂に招かれて鄧小平と会談した。同時期、ワングは経営の第一線から身を引き、息子であるフレッド・ワングに会社を引き継ごうとした。1989年には3万名の従業員を抱える企業に成長した。しかし、経営が悪化し、アン・ワングは1989年に息子を解雇した。

## 晩年など
アン・ワングはマサチューセッツ州ティンズボロにソフトウェア工学の大学院である Wang Institute of Graduate Studies を創設した。ワングは自伝 Lessons の売り上げを同大学院に全て寄付した。しかし約10年間の運営で入学者数が低迷したため、1987年、ワングは出資をやめボストン大学に経営権を委譲した。
アン・ワングは、ボストンのランドマーク（当時、メトロポリタンシアターと呼ばれていた建物）の修復にも寄付を行っている。その建物は1983年に The Wang Theatre と改称され、現在では Wang Center for the Performing Arts と呼ばれている。
1990年、アン・ワングは悪性腫瘍で死亡した。1988年、彼は発明者栄誉殿堂入りした。また、彼の業績を讃えて、マサチューセッツ州ローウェルには "Dr. An Wang Middle School" と名づけられた学校ができ、ハーバード大学には An Wang Professorship of Computer Science and Electrical Engineering という教授職がある（現在は Roger W. Brockett）。
2人の息子は現在ダラスでISP OnLine Today を経営しており、娘は救急救命士として働いている。

### 特許
- アメリカ合衆国特許第 2,708,722号 "Pulse transfer controlling device", 1949年10月出願、1955年発効
- アメリカ合衆国特許第3402285号 "Calculating Apparatus" （対数を使って計算を行う方式）、1964年9月出願、1968年9月発効
- アメリカ合衆国特許第 4,145,739号 "Distributed data processing system", 1977年6月20日出願、1979年3月20日発効
- アメリカ合衆国特許第 4,294,550号 Ideographic typewriter. 1981年10月13日
- アメリカ合衆国特許第 4,297,042号 Helical print head mechanism. 1981年10月27日
- アメリカ合衆国特許第 4,386,864号  Selective paper insertion and feeding means for individual sheet printing apparatus. 1983年6月7日
- アメリカ合衆国特許第 4,489,419号 Data communication system. 1984年12月18日
- アメリカ合衆国特許第 4,508,463号 High density dot matrix printer. 1985年4月2日
- アメリカ合衆国特許第 4,514,063号 Scanner document positioning device. 1985年4月30日
- アメリカ合衆国特許第 4,587,633号 Management communication terminal system. 1986年5月6日
- アメリカ合衆国特許第 4,595,921号 Method of polling to ascertain service needs. 1986年6月17日
- アメリカ合衆国特許第 4,638,118号 Writing pad. 1987年1月20日
- アメリカ合衆国特許第 4,712,795号 Game racket. 1987年12月15日
- アメリカ合衆国特許第 5,129,061号 Composite document accessing and processing terminal with graphic and text data buffers. 1992年7月7日
- アメリカ合衆国特許第 5,334,976号 Keyboard with finger-actuable and stylus-actuable keys. 1994年8月2日